# Graphium xenocles
Graphium xenocles är en fjärilsart som först beskrevs av Doubleday 1842.  Graphium xenocles ingår i släktet Graphium och familjen riddarfjärilar. Inga underarter finns listade i Catalogue of Life.

## Bildgalleri

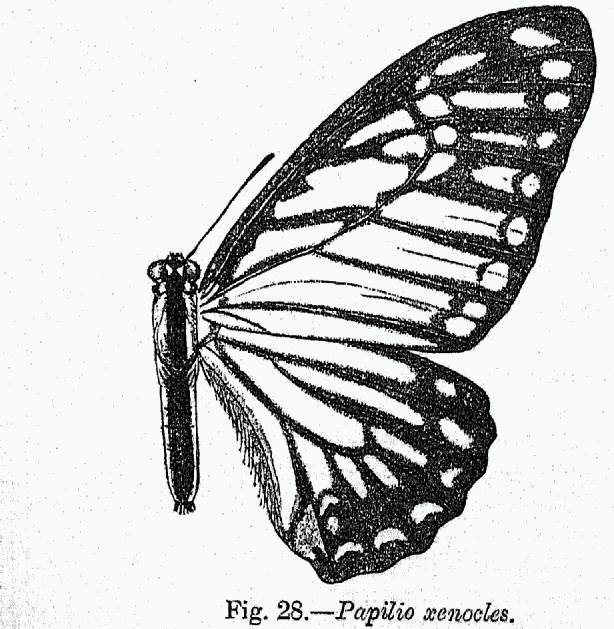
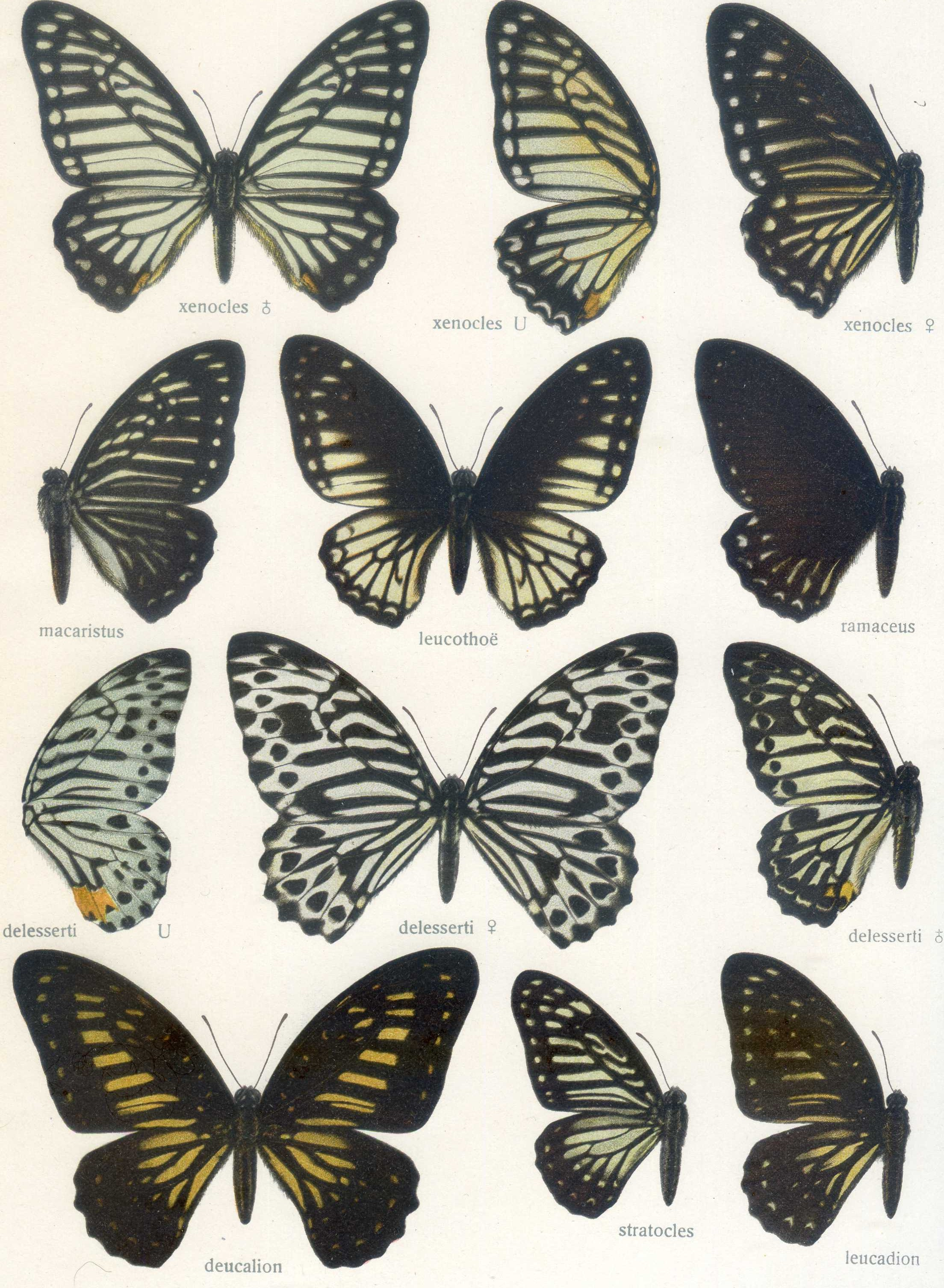